# Station Pogwizdów
Station Pogwizdów is een spoorwegstation in de Poolse plaats Pogwizdów.